# Rosenalmbahn I
De Rosenalmbahn I is een kabelbaan van de Zeller Bergbahnen, onderdeel van de Zillertal Arena, in de Oostenrijkse deelstaat Tirol. De kabelbaan is in 1995 gebouwd door Doppelmayr.

## Prestaties
De kabelbaan kan draaien met 6 meter per seconde en heeft de beschikking over 75 cabines. De totale capaciteit van de kabelbaan kan in de winter oplopen tot 2880 personen per uur. De 'garage' voor de opslag van de cabines bevindt zich in het dalstation maar ook voor een deel in het bergstation van de Rosenalmbahn I.

## Zomeropenstelling
In de zomer gaat de kabelbaan ook open. Er zitten dan weliswaar minder cabines op de kabel en ook de kabel draait minder snel, maar het is nog steeds de snelste manier om op de Wiesenalm te komen. Bij het dalstation is er ook nog de Arena Coaster, gebouwd door Wiegand. Deze is ook in de winter open, dan is hij zelfs tot middernacht verlicht.